# Fellabaer
Fellabaerou Fellabær é uma localidade na Islândia. Em 2018 tinha uma população de cerca de 395 habitantes.